# با من بمان
با من بمان (به انگلیسی: Stand By Me)، یک درام کره‌ای محصول ۲۰۰۷ شبکهٔ ام بی سی کرهٔ جنوبی است که شنبه تا چهارشنبه ساعت ۸ شب از شبکهٔ فارسی وان پخش می‌شود.

## خلاصه داستان
سان هی مادری بی‌عاطفه‌است که در گذشته ۲ فرزند خود و همسرش را ترک کرده و با یک دکتر ازدواج می‌کند. او به همسر جدید خود ماجرای ازدواج قبلی اش و ترک کردن خانواده اش را نمی‌گوید. حالا بعد از گذشت سال‌ها یون جو و یون هو مادر واقعی‌شان را پیدا می‌کنند و به تدریج همه از این واقعیت که سان هی قبلاً ازدواج کرده و خانواده اش را ترک کرده خبردار می‌شوند. 